# Mini PCI

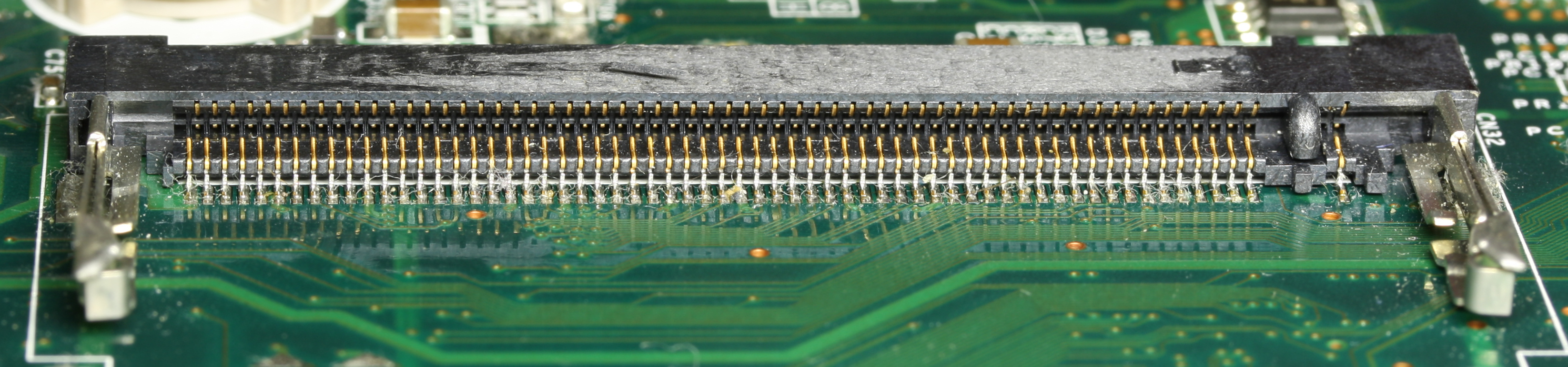
Ein Mini-PCI-Steckplatz für Typ IIIA und IIIB

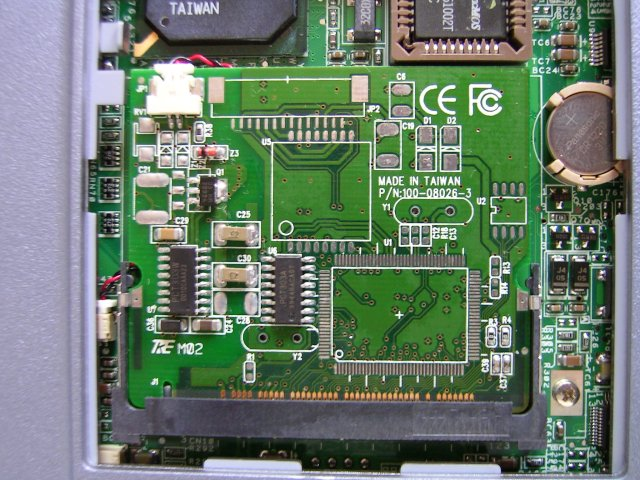
Ein Mini-PCI-Steckplatz mit eingesteckter Mini-PCI-Karte (Type IIIA)

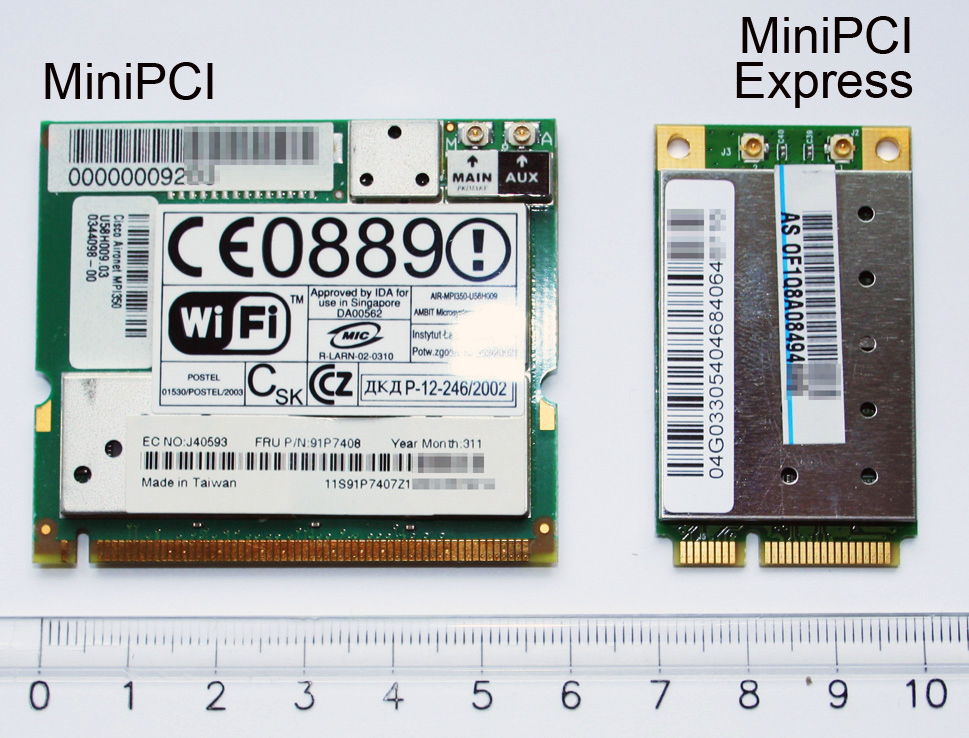
Eine Mini-PCI-Steckkarte (Typ IIIA) im Vergleich zu einer Mini-PCI-Express-Steckkarte

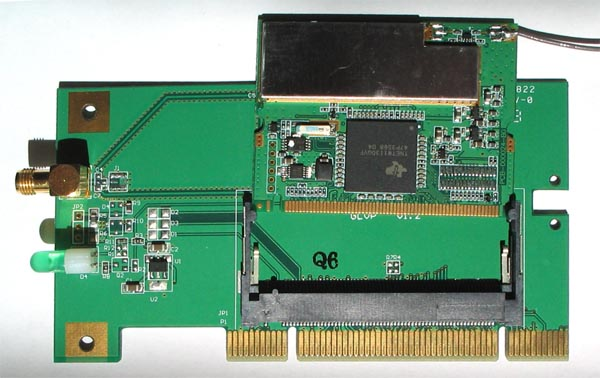
PCI-Adapter für Mini-PCI bestückt mit einer WLAN-Karte

Mini PCI ist das Miniaturformat des PCI-Bus. Es wurde für Notebooks, Laptops und andere kleine Geräte wie Router und eingebettete Systeme entwickelt. Eines der wenigen Desktop-Motherboards mit Mini-PCI Steckplatz ist das Medion 8080, (MSI MS-7012) mit Sockel 478.
Heutzutage finden Mini-PCI-Karten hauptsächlich für Wireless LAN Verwendung; im Bereich eingebetteter Systeme sind z. B. auch Karten für Ethernet, RS-232, CAN-Bus, ATA/ATAPI, Serial ATA oder Framegrabber verfügbar. Die Mini-PCI-Schnittstelle ist ebenso wie die konventionelle PCI-Schnittstelle nur durch Öffnen des ausgeschalteten Gerätes zugänglich, weswegen für Aufgaben, die ein Wechseln der Karte während des Betriebs erfordern, PCMCIA, ExpressCard oder USB verwendet wird.
Bis auf einige Unterschiede entspricht Mini PCI dem PCI-Standard der Version 2.2.:
- deutlich kleinere Abmessungen (ca. 60 mm × 43 mm × 5 mm – Typ IIIB)
- Verwendung von Standard-Seitenband-Signalen für Audio und Kommunikation
- Unterstützung für CLKRUN#-Anweisungen
- keine Unterstützung für JTAG-Signale und 64-Bit-Erweiterungen wie beim konventionellen PCI

Es gibt sechs verschiedene Typen von Mini PCI-Karten (I A/B, II A/B, III A/B), die sich in Form, Funktion und dem verwendeten Steckverbinder unterscheiden.
| Typ  | Anschlüsse        | Abmessungen in mm | Abmessungen in mm | Abmessungen in mm |
| Typ  | Anschlüsse        | Länge             | Breite            | Höhe              |
| ---- | ----------------- | ----------------- | ----------------- | ----------------- |
| IA   | 100-Pin Stacking  | 70                | 45                | 07,5              |
| IB   | 100-Pin Stacking  | 70                | 45                | 05,5              |
| IIA  | 100-Pin Stacking  | 78                | 46                | 17,44             |
| IIB  | 100-Pin Stacking  | 70                | 46                | 07,5              |
| IIIA | 124-Pin Card Edge | 59,75             | 48,8              | 05                |
| IIIB | 124-Pin Card Edge | 59,75             | 42,45             | 05                |

Der Typ IIIB ist der gebräuchlichste für in Laptops einzubauende WLAN-Karten. Diese Karten passen auch in die gleich breiten IIIA-Buchsen (59,6 mm × 50,95 mm). Umgekehrt (tiefere Karte in kleine Kartenaufnahme) geht es nur, wenn auf der Trägerplatine genügend Platz vorhanden ist.
Nachfolger der Mini-PCI-Karten sind die wesentlich kleineren (30 mm × 50,95 mm) Karten mit der Bezeichnung Mini PCI Express, kurz Mini-PCIe.